# BJ Sam
Samuel Aniekan, conocido profesionalmente como BJ Sam, es un cantante y compositor nigeriano.
Es el primer cantautor que presenta actos musicales de todos los continentes del mundo en una sola canción. 
La música de BJ Sam se caracteriza por su fusión multicultural de ritmos africanos con instrumentación y estilos occidentales.

## Trayectoria musical
El lugar de nacimiento de BJ Sam es Nigeria. Comenzó a tocar música en un coro de masas clásica internacional a la edad de 15 años y abandonó el país cuando su carrera musical comenzó a florecer.
En 2017, el director de cine estadounidense Lloyd Kaufman seleccionó personalmente su canción "Mon Amour" para la banda sonora de la película de Hollywood Heart of Fatness.
En diciembre de 2022, BJ Sam lanzó Música navideña con músicos de todos los continentes del mundo, entre los que se incluyen el actor de Hollywood Paul Raci, el cantante de reproducción de Bollywood Jaspinder Narula y la cantante ghanesa Diana Hopeson.
En 2023, en respuesta a la guerra en Ucrania, BJ Sam reunió a 23 artistas de todos los continentes del mundo para lanzar un vídeo musical titulado "Show some love", pidiendo a los rusos que dejen las armas y abracen la paz.